# MoGo
A MoGO számítógépes go program. Francia egyetemek munkatársai készítették: Yizao Wang, Sylvain Gelly, Rémi Munos, Olivier Teytaud és Pierre-Arnaud Coquelin. Játéka a Monte Carlo-módszeren alapszik, az ún. keresési fa az UCT algoritmust használja.
Több verziója is fut a CGOS go szerveren, ahol a MogoDuo változat lépésenként megközelítőleg 230 000 szimulációt hajt végre.
A MoGo programnak sikerült a világon először megverni egy profi go játékost. 2008. augusztus 7-én a program (MogoTitan változat) a profi 8 danos Kim MyungWan ellen játszott, 9 kő előnnyel (előnykő). A program hardvere 800 darab egyenként 4,7 Ghz-es számítógépből álló fürt volt, amely 15 teraflops teljesítményre volt képes. Még ilyen háttérrel is több vesztett játszma után nyert csak a program, mindössze 1,5 ponttal. Érdekesség, hogy Kim MyungWan csak 13 percet, míg a MoGo 55 percet használt fel idejéből, de Kim MyungWan szerint nem az időn múlott veresége. A meccs az Amerikai Go Kongresszus kísérőeseménye volt, a KGS go szerveren futó közvetítést több ezer néző láthatta.